# Antivirenprogramm
Ein Antivirenprogramm, Virenscanner oder Virenschutz-Programm (Abkürzung: AV) ist eine Software, die Schadprogramme wie z. B. Computerviren, Computerwürmer oder Trojaner aufspüren, blockieren, gegebenenfalls betroffene Nutzer informieren und die Schadsoftware beseitigen soll.

## Geschichte
Die meisten Computerviren, die Anfang und Mitte der 1980er Jahre geschrieben wurden, waren auf Selbstreproduktion beschränkt und verfügten auch oft nicht unbedingt über eine spezifische Schadfunktion. Erst als die Technik der Virenprogrammierung breiteren Kreisen bekannt wurde, tauchten zunehmend Schadprogramme auf, die gezielt Daten auf infizierten Rechnern manipulierten oder zerstörten. Damit entstand die Notwendigkeit, spezielle Antivirenprogramme zur Bekämpfung dieser Schadsoftware zu erwägen.
Es gibt konkurrierende Ansprüche, wer sich Erfinder des ersten Antivirenprogramms nennen darf. Das erste Programm zur Bekämpfung des Creeper-Virus im ARPA-Net wurde bereits 1971 entwickelt. Die wahrscheinlich erste öffentlich dokumentierte Entfernung eines Computervirus mit einem Tool wurde von Bernd Fix im Jahr 1987 durchgeführt. Fred Cohen, der schon 1984 durch seine Arbeiten das Thema "Computerviren" öffentlich gemacht hatte, entwickelte ab 1988 Strategien zur Virenbekämpfung. Diese wurden später für Antivirenprogramme genutzt und weiterentwickelt.
Ebenfalls 1988 entstand im BITNET/EARN-Rechnerverbund eine Mailingliste namens "VIRUS-L", in der vor allem über das Auftauchen neuer Viren sowie über die Möglichkeiten zur Virenbekämpfung diskutiert wurde. Einige Teilnehmer dieser Liste, wie zum Beispiel John McAfee oder Eugene Kaspersky, gründeten in Folge Unternehmen, die kommerzielle Antivirenprogramme entwickelten und anboten. Vier Jahre zuvor, 1984, war schon Arcen Data (heute Norman ASA) gegründet worden, das sich Ende der 1980er Jahre mit dem Auftauchen der ersten Computerviren in Norwegen ebenfalls auf Antivirenprogramme spezialisierte. Im Jahr 1987 stellte das Unternehmen G DATA Software das weltweit erste kommerzielle Virenschutzprogramm vor, welches speziell für den Atari ST entwickelt wurde.
Bevor eine Internet-Verbindung üblich wurde, verbreiteten sich Viren typischerweise über Disketten. Antivirenprogramme wurden zwar manchmal verwendet, aber nur unregelmäßig auf einen aktuellen Stand gebracht. Während dieser Zeit prüften diese nur die ausführbaren Programme sowie die Boot-Sektoren auf Disketten und Festplatten. Mit der Verbreitung des Internets begannen Viren auf diesem Weg, neue Rechner zu infizieren, damit eine allgemeinere Gefahr darzustellen und sich sehr viel schneller weiterzuverbreiten.
Mit der Zeit wurde es für Antivirenprogramme immer wichtiger, verschiedene Dateitypen (und nicht nur ausführbare Programme) auf verborgene Viren zu untersuchen. Dies hatte unterschiedliche Gründe:
- Die Verwendung von Makros in Textverarbeitungsprogrammen wie Microsoft Word stellte ein zusätzliches Infektionsrisiko dar, da Virenprogrammierer begannen, schädliche Makros in Dokumente einzubetten. Dies bedeutete, dass Computer allein dadurch infiziert werden konnten, dass ein eingebettetes Makrovirus in einem Dokument ausgeführt wurde.[9] Das Makro installierte externe Schadsoftware wie Trojanisches Pferde, Rootkits und meist Botnets, um deren Betreibern den Zugang zum infizierten System zu verschaffen.
- Spätere E-Mail-Programme, insbesondere Microsoft Outlook Express und Microsoft Outlook, waren verwundbar für Viren, die in E-Mails eingebunden waren. Damit konnte ein Rechner schon durch das Öffnen der E-Mail infiziert werden.

Mit der steigenden Anzahl vorhandener Viren wurde auch die kontinuierliche Aktualisierung der Antivirenprogramme notwendig. Doch selbst unter diesen Umständen konnte sich ein neuartiger Virus innerhalb kurzer Zeit stark verbreiten, bevor Hersteller von Antivirenprogrammen darauf mit einer Aktualisierung reagieren konnten.

## Typen von Antivirenprogrammen

### Echtzeitscanner
Der Echtzeitscanner (englisch on-access scanner, real-time protection, background guard), auch "Zugriffsscanner" oder "residenter Scanner" genannt, ist im Hintergrund als Systemdienst (Windows) oder Daemon (Unix) aktiv und scannt alle Dateien, Programme, den Arbeitsspeicher und evtl. den HTTP- wie den FTP-Verkehr. Um dies zu erreichen, werden so genannte Filtertreiber vom Antivirenprogramm installiert, welche die Schnittstelle zwischen dem Echtzeitscanner und dem Dateisystem bereitstellen. Findet der Echtzeitscanner etwas Verdächtiges, fragt er in der Regel den Benutzer nach dem weiteren Vorgehen. Dies ist das Blockieren des Zugriffs, das Löschen der Datei, das Verschieben in die Quarantäne oder, wenn möglich, ein Reparaturversuch. Generell kann beim Echtzeitschutz zwischen zwei Strategien unterschieden werden:
1. Scannen beim Öffnen von Dateien (Lesevorgang)
2. Scannen beim Erstellen / Ändern von Dateien (Schreibvorgang)

Es kann der Fall eintreten, dass eine virulente Datei gespeichert wurde, bevor eine Virensignatur, durch welche der Virus erkannt wird, für sie verfügbar war. Nach einem Signatur-Update ist es aber möglich, sie beim Öffnen zu erkennen. In diesem Fall ist also ein Scanvorgang beim Öffnen der Datei dem Scanvorgang beim Schreiben der Datei überlegen. Um die Belastung der verfügbaren Rechnerleistung durch den Echtzeitscanner zu verringern, werden meist bestimmte Dateiformate, komprimierte Dateien (Archive) oder Ähnliches nur teilweise oder gar nicht gescannt.

### Manueller Scanner
Der manuelle Scanner (englisch on-demand scanner ‚auf Abruf‘), auch als Dateiscanner bezeichnet, muss vom Benutzer manuell oder zeitgesteuert gestartet werden. Findet ein Scanner schädliche Software, erscheint eine Warnmeldung und in der Regel auch eine Abfrage der gewünschten Aktion, z. B. Quarantäne oder Löschung der befallenen Datei(en).

### Online-Virenscanner
Als Online-Virenscanner werden Antivirenprogramme bezeichnet, die sowohl ihren Programmcode als auch die Viren-Signaturen über ein Netzwerk (online) laden. Im Gegensatz zu fest installierten Virenscannern arbeiten sie nur im On-Demand-Modus. Das heißt, der persistente Schutz durch einen On-Access-Modus ist nicht gewährleistet. Online-Virenscanner werden oftmals als sogenannte "Second-Opinion-Scanner" benutzt, um sich zusätzlich zum bereits installierten Virenscanner eine „zweite Meinung“ zu eventuellem Befall einzuholen.
Weiterhin gibt es Webseiten, die es ermöglichen, einzelne Dateien mit verschiedenen Virenscannern zu prüfen. Für diese Art des Scans muss der Benutzer selbst aktiv die Datei hochladen, es ist also eine Spezialform des On-Demand-Scans.
Ein Beispiel dafür ist die Seite VirusTotal, welche mithilfe von mehreren Antivirenprogrammen sowie YARA feststellt, ob eine gegebene Datei schädlich einzuordnen ist.

### Sonstige Scanner
Neben dem Echtzeit- und dem manuellen Scanner gibt es noch eine Reihe weiterer Scanner.
- Die meisten davon arbeiten, indem sie den Netzwerkverkehr analysieren. Dazu scannen sie den Datenstrom und führen bei einer Auffälligkeit eine definierte Operation aus, wie etwa das Sperren des Datenverkehrs.

- Eine andere Lösung ist der Einsatz von Proxy-Software. Manche Proxys erlauben das Anbinden von Antivirensoftware. Wird eine Datei so heruntergeladen, wird diese zunächst am Proxy untersucht und geprüft, ob sie verseucht ist. Je nach Ergebnis wird sie dann an den Client ausgeliefert oder gesperrt. Ein deutlicher Nachteil besteht jedoch in der Tatsache, dass dies bei einer Ende-zu-Ende-Verschlüsselung quasi wirkungslos ist. Eine Variante dieser Proxy-Virusfilter sind Mail-Relay-Server mit Antivirus-Software, teilweise als „Online-Virusfilter“ bezeichnet (vgl. aber oben). Dabei werden E-Mails zunächst auf den Relay-Server geleitet, dort gescannt und abgewiesen, unter Quarantäne gestellt oder gesäubert und dann auf den Mailserver des Empfängers weitergeleitet.

## Funktionsweise und Erfolgswahrscheinlichkeit
Virenscanner können prinzipiell nur bekannte Schadprogramme (Viren, Würmer, Trojaner etc.) bzw. Schadlogiken (englisch Evil Intelligence) erkennen und somit nicht vor allen Viren und Würmern schützen. Daher können Virenscanner generell nur als Ergänzung zu allgemeinen Vorsichtsmaßnahmen betrachtet werden, die Vorsicht und aufmerksames Handeln bei der Internetnutzung unentbehrlich macht. So erreichte die Stiftung Warentest bei einem „internationalen Gemeinschaftstest“ Anfang 2012 gegen 1.800 eingesetzte „aktuelle“ Schädlinge mit 18 Antivirusprogrammen Werte von 36 % bis 96 % aufgespürten Signaturen. Symantec-Vizechef Brian Dye gestand gegenüber dem Wall Street Journal ein, dass Antivirensoftware nur etwa 45 % aller Angriffe erkenne.
Grundsätzlich kann bei der Erkennung zwischen zwei Techniken unterschieden werden. Aufgrund der Vor- und Nachteile werden bei aktuellen Virenscannern beide Techniken eingesetzt, um die Schwächen der jeweils anderen auszugleichen.
- Reaktiv: Bei dieser Art der Erkennung wird ein Schädling erst erkannt, wenn eine entsprechende Signatur (oder bekannter Hash-Wert in der Cloud) seitens des Herstellers der Antivirensoftware zur Verfügung gestellt wurde. Dies ist die klassische Art der Virenerkennung, welche von praktisch jeder Antivirensoftware verwendet wird.
  - Vorteil: Eine Signatur kann innerhalb kurzer Zeit erstellt werden und bildet daher immer noch das Rückgrat eines jeden Scanners (bei Online-Verbindungen zusätzlich Cloud-basierte Erkennung)
  - Nachteil: Ohne aktualisierte Signaturen werden keine neuen Schadprogramme erkannt.
- Proaktiv: Dies bezeichnet die Erkennung von Malware, ohne dass eine entsprechende Signatur zur Verfügung steht. Aufgrund der rapiden Zunahme neuer Schadprogramme werden solche Techniken immer wichtiger. Proaktive Verfahren sind etwa die Heuristik, die Verhaltensanalyse oder SandBox-Techniken[15][16].
  - Vorteil: Erkennung noch unbekannter Schadprogramme.
  - Nachteil: Die komplexe Technik bedarf hoher Entwicklungskosten und langer Entwicklungszyklen. Proaktive Techniken haben prinzipbedingt gegenüber reaktiven Techniken eine höhere Fehlalarmquote.

### Scanengines
Unter einer "Scanengine" versteht man den Programmteil eines Virenscanners, der für die Untersuchung eines Computers oder Netzwerkes auf Schadprogramme verantwortlich ist. Eine Scanengine ist somit unmittelbar für die Effizienz von Antivirensoftware verantwortlich. Gewöhnlich sind Scanengines Softwaremodule, die unabhängig vom Rest eines Virenscanners aktualisiert und eingesetzt werden können. Es gibt Antivirensoftware, welche neben der eigenen Scanengine auch lizenzierte Scanengines anderer AV-Hersteller einsetzt. Durch den Einsatz mehrerer Scanengines kann zwar die Erkennungsrate theoretisch gesteigert werden, jedoch führt dies immer zu drastischen Performance-Verlusten. Ob sich Virenscanner mit mehreren Scanengines als sinnvoll erweisen, bleibt daher fragwürdig, hängt vom Sicherheitsanspruch oder dem Anspruch an System-Performance ab und muss von Fall zu Fall entschieden werden.
Die Leistungsfähigkeit eines signaturbasierten Antivirenscanners bei der Erkennung von schädlichen Dateien hängt nicht nur von den verwendeten Viren-Signaturen ab. Oftmals werden die ausführbaren Dateien vor ihrer Verbreitung so gepackt, dass sie sich später selbst entpacken können (Laufzeitkomprimierung). So kann ein eigentlich bekannter Virus der Erkennung durch manche Scanner entgehen, weil diese nicht in der Lage sind, den Inhalt des laufzeitkomprimierten Archives zu untersuchen. Bei diesen Scannern kann nur das Archiv als solches in die Signaturen aufgenommen werden. Wird das Archiv neu gepackt (ohne den Inhalt zu ändern), müsste dieses Archiv ebenfalls in die Signaturen aufgenommen werden. Ein Scanner mit der Fähigkeit, möglichst viele Formate entpacken zu können, ist hier im Vorteil, weil er den Inhalt der Archive untersucht. Somit sagt auch die Anzahl der verwendeten Signaturen noch nichts über die Erkennungsleistung des Scanners aus.
Eine Engine beinhaltet mehrere Module, die je nach Hersteller unterschiedlich implementiert und integriert sind und miteinander interagieren:
- Dateiformat-Analyse (wie Programme (PE, ELF), Skripte (VBS, JavaScript), Datendateien (PDF, GIF))
- Pattern-Matcher (Mustererkennung) für die klassischen Signaturen
- Entpack-Routinen für
  - laufzeitkomprimierte Programme und Verschlüsselungsroutinen (so etwa UPX, Aspack, Y0daCrypt)
  - Archive (so ZIP, RAR, 7z, UUE/Base64)
  - Mailbox-Formate (so mbox, .dbx, .eml, MIME)
- Code-Emulation (vergleichbar mit einer Art Mini-Sandbox oder es greift eine Sandbox darauf zurück, nützlich für generische Erkennung oder bei polymorphen Schadprogrammen)
- Heuristik für unterschiedliche Typen (PE, Scripte, Makros)
- diverse Filter (In ELF-Dateien muss nicht nach PE-Signaturen gesucht werden oder per Zugriffsschutz geblockten Dateien, Entweder gibt es vordefinierte Regeln oder der Filter muss selbst konfiguriert werden.)

Des Weiteren oder vorrangig beim Echtzeitschutz eingesetzt:
- Verhaltensanalyse
- Cloud-Technik
- Sandbox

### Heuristik
Einige Virenscanner verfügen über die Möglichkeit, auch nach allgemeinen Merkmalen zu suchen (Heuristik), um unbekannte Viren zu erkennen, oder sie bringen ein rudimentäres Intrusion Detection System (IDS) mit. Die Wichtigkeit dieser – präventiven – Art der Erkennung nimmt stetig zu, da die Zeiträume, in denen neue Viren und Varianten eines Virus in Umlauf gebracht werden (auf den Markt drängen), immer kürzer werden. Für die Hersteller von Antiviren-Software wird es somit immer aufwändiger und schwieriger, alle Schädlinge zeitnah durch eine entsprechende Signatur zu erkennen.
Heuristika sollten nur als Zusatzfunktion des Virenscanners angesehen werden. Die tatsächliche Erkennung noch unbekannter Schadprogramme ist eher gering, da die Schadprogramm-Autoren meistens ihre „Werke“ mit den bekanntesten Scannern testen und sie so ändern, dass sie nicht mehr erkannt werden.

### SandBox
Um die Erkennung von unbekannten Viren und Würmern zu erhöhen, stellte der norwegische Antivirenhersteller Norman im Jahr 2001 eine neue Technik vor, bei der die Programme in einer gesicherten Umgebung, der Sandbox, ausgeführt werden. Dieses System funktioniert, vereinfacht ausgedrückt, wie ein Computer im Computer. In dieser Umgebung wird die Datei ausgeführt und es wird analysiert, welche Aktionen sie startet. Bei Bedarf kann die Sandbox auch Netzwerkfunktionalitäten, etwa die eines Mail- oder IRC-Servers, bereitstellen. Die Sandbox erwartet bei der Ausführung der Datei eine für diese typische Verhaltensweise. Weicht das Verhalten von einem gewissen Grad zu sehr ab, klassifiziert die Sandbox diese als potentielle Gefahr. Dabei kann sie beispielsweise folgende Gefährdungen unterscheiden:
- W32/Malware
- W32/EMailWorm
- W32/NetworkWorm
- W32/BackDoor
- W32/P2PWorm
- W32/FileInfector
- W32/Dialer
- W32/Downloader
- W32/Spyware

Als Ergebnis liefert sie zudem eine Ausgabe, die zeigt, welche Aktionen die Datei auf dem System ausgeführt hätte und welcher Schaden dabei angerichtet worden wäre. Diese Information kann auch nützlich sein, um die Bereinigung eines infizierten Computersystems vorzunehmen. Durch die Sandbox-Technik konnten nach Tests von AV-Test 39 % noch unbekannter Viren und Würmer erkannt werden, bevor eine Signatur bereitstand. Im Vergleich zu einer herkömmlichen Heuristik ist dies ein wirklicher Fortschritt in proaktiver Erkennung. Nachteil der Sandbox-Technik ist, dass sie durch die Code-Emulation recht Ressourcen-intensiv und langsamer als klassisches Scannen nach Signaturen ist. Daher wird sie primär in den Labors der Antiviren-Hersteller verwendet, um die Analyse- und damit die Reaktionszeit zu verbessern.
Ähnlich wie bei Online-Scannern stellen verschiedene Anbieter Web-Oberflächen ihrer Sandboxen zur Analyse einzelner verdächtiger Dateien zur Verfügung. Dabei werden Basisfunktionen oft kostenlos und erweiterte Funktionen gegen ein Entgelt zur Verfügung gestellt.

### Verhaltensanalyse
Die Verhaltensanalyse (englisch Behavior Analysis/Blocking, oft auch als "Host-based Intrusion Detection System" bezeichnet, vgl. NIDS) soll ähnlich wie Sandbox und Heuristik anhand von typischen Verhaltensweisen Schadprogramme erkennen und blockieren. Allerdings wird die Verhaltensanalyse nur bei der Echtzeitüberwachung eingesetzt. Dies deshalb, da dabei die Aktionen eines Programms – im Gegensatz zur Sandbox – auf dem echten Computer mitverfolgt werden. Sie kann damit vor Überschreiten einer Reizschwelle (Summe der verdächtigen Aktionen) oder bei Verstößen gegen bestimmte Regeln (vor offensichtlich destruktiven Aktionen wie z. B. Festplatten-Formatierung, Löschen von Systemdateien) einschreiten. Bei der Verhaltensanalyse wird oft mit Statistik (Bayes Spamfilter), neuronalen Netzwerken, genetischen Algorithmen oder anderen „trainierbaren“ bzw. „lernfähigen“ Algorithmen gearbeitet.

### Nachträgliche Erkennung
Einen neuartigen Ansatz verfolgt der Münchner IT-Dienstleister Retarus mit seiner "Patient Zero Detection" genannten Lösung. Diese bildet Hash-Werte über alle Anhänge von E-Mails, die über die Infrastruktur des IT-Dienstleisters ankommen, und schreibt sie in eine Datenbank. Wird zu einem späteren Zeitpunkt ein identischer Anhang von einem Scanner als infiziert aussortiert, können die bereits mit dem Schadcode zugestellten Nachrichten anhand der Prüfsumme nachträglich identifiziert, und der Administrator und Empfänger umgehend darüber benachrichtigt werden. Wurden die infizierten Mails noch nicht geöffnet, lassen sie sich ungelesen löschen; in jedem Fall wird die IT-Forensik erleichtert.

### Cloud-Technik
Der prinzipielle Unterschied der Cloud-Technik (dt. ‚Wolke‘) zu „normalen“ Scannern ist, dass die Signaturen „in der Cloud“ (auf den Servern der Hersteller) liegen und nicht auf der lokalen Festplatte des eigenen Computers oder auch in der Art der Signaturen (Hash-Werte statt klassischer Virensignaturen wie Bytefolge ABCD an Position 123). Die Signaturen werden nicht bei allen Produkten lokal zwischengespeichert, sodass ohne Internetverbindung nur eine reduzierte oder gar keine Erkennungsleistung verfügbar ist. Manche Hersteller bieten für Unternehmen eine Art „Cloud Proxy“ an, welcher die Hash-Werte lokal zwischenpuffert. Ein großer Vorteil der Cloud-Technik ist die Reaktion nahezu in Echtzeit. Die Hersteller verfolgen unterschiedliche Ansätze. Bekannt sind die Programme Panda Cloud Antivirus (arbeitet inzwischen mit einem lokalen Cache), McAfee Global Threat Intelligence – GTI (früher Artemis), F-Secure Realtime Protection Network, Microsoft Morro SpyNet und Immunet ClamAV für Windows sowie Symantec mit Nortons SONAR 3 und das Kaspersky Security Network.
1. Die Mehrheit der Hersteller übertragen lediglich Hash-Werte. Das heißt, wenn sich die Datei eines (Schad-)Programms nur um 1 Bit ändert, wird es nicht mehr erkannt. Bis dato ist nicht bekannt (wobei es aber anzunehmen ist), ob Hersteller ebenfalls „unscharfe“ Hashes (z. B. ssdeep[37]) einsetzen, die eine gewisse Toleranz erlauben.
2. Es werden Fehlerkennungen minimiert, da die White- und Blacklists bei den Herstellern ständig mit neuen Hash-Werten von Dateien aktualisiert werden.
3. Ressourcen-Einsparung: Bereits analysierte Dateien werden nicht mehr erneut aufwendig in einem Emulator oder Sandbox beim Endbenutzer am Computer analysiert.
4. Statistische Auswertung der Ergebnisse beim Hersteller: Von Symantec ist bekannt, dass Hash-Werte von neuen, unbekannten und wenig verbreiteten Dateien als verdächtig eingestuft werden. Unrühmliche Bekanntheit hat diese Funktion unter anderem bei Firefox-Aktualisierungen erlangt.[38]

## Automatische Aktualisierung
Die sogenannte Auto-, Internet- oder auch Live-Updatefunktion, mit der automatisch beim Hersteller aktuelle Virensignaturen heruntergeladen werden, ist bei Virenscannern von besonderer Bedeutung. Wenn sie aktiviert ist, wird der Benutzer regelmäßig daran erinnert, nach aktuellen Updates zu suchen, oder die Software sucht selbstständig danach. Es empfiehlt sich, diese Option zu nutzen, um sicherzugehen, dass das Programm wirklich auf dem aktuellen Stand ist.

## Probleme mit Virenscannern
Da Virenscanner sehr tief ins System eingreifen, kommt es bei einigen Anwendungen zu Problemen, wenn sie gescannt werden. Zumeist kommen diese Probleme beim Echtzeitscan zum Tragen. Um Komplikationen mit diesen Anwendungen zu verhindern, erlauben die meisten Virenscanner das Führen einer Ausschlussliste, in der definiert werden kann, welche Daten nicht vom Echtzeitscanner überwacht werden sollen. Häufige Probleme treten auf mit:
- Zeitkritischen Anwendungen: Da die Daten immer erst gescannt werden, entsteht eine gewisse Verzögerung. Für einige Applikationen ist diese zu groß und sie erzeugen Fehlermeldungen oder Funktionsstörungen. Besonders häufig tritt dieses Verhalten auf, wenn auf Daten über eine Netzwerkfreigabe zugegriffen wird und an diesem entfernten Rechner ebenfalls eine Antivirensoftware läuft.
- Datenbanken (jeglicher Art): Da auf Datenbanken für gewöhnlich ein ständiger Zugriff stattfindet und sie oftmals sehr groß sind, versucht der Echtzeitscanner, diese dauerhaft zu scannen. Dies kann zu Timeout-Problemen, ansteigender Systemlast, Beschädigungen der Datenbank bis hin zum völligen Stillstand des jeweiligen Computersystems führen.
- Mailserver: Viele Mailserver speichern E-Mails MIME- oder ähnlich codiert auf der Festplatte ab. Viele Echtzeitscanner können diese Dateien decodieren und Viren entfernen. Da der E-Mailserver jedoch von dieser Entfernung nichts wissen kann, „vermisst“ er diese Datei, was ebenfalls zu Funktionsstörungen führen kann.
- Parsing: Weil Antivirensoftware viele verschiedene, teils unbekannte Dateiformate mit Hilfe eines Parsers untersucht, kann sie selbst zum Ziel von Angreifern werden.[39][40]
- Häufig erlauben es Virenscanner nicht, noch einen zweiten Virenscanner parallel auszuführen.
- False Positives, also Fehlalarme, die bei einigen Virenscannern zu einer automatischen Löschung, Umbenennung etc. führen und teilweise nur sehr schwer deaktiviert werden können. Nach einer Rückumbenennung „erkennt“ das Programm erneut diese Datei und benennt sie wieder um.

## Kritik an Virenscannern
Die Zuverlässigkeit und Wirksamkeit von Virenscannern wird oft angezweifelt. So vertrauen nach einer Umfrage aus dem Jahr 2009 drei Viertel der befragten Systemadministratoren (Admins) oder Netzwerkbetreuer den Virenscannern nicht. Hauptgrund sei die tägliche Flut neuester unterschiedlichster Varianten von Schädlingen, die das Erstellen und Verteilen von Signaturen immer unpraktikabler machten. 40 Prozent der befragten Administratoren hatten bereits darüber nachgedacht, die Virenscanner zu entfernen, weil diese die Performance des Systems negativ beeinflussen. Vielfach werden Virenscanner eingesetzt, weil die Unternehmensrichtlinien dieses forderten, so die Umfrage. Diese Studie wurde allerdings von einem Unternehmen in Auftrag gegeben, das eine konkurrierende Software vertrieb, die anhand von Positivlisten das Ausführen von Programmen erlaubt. Dieser „Whitelisting“-Ansatz hat je nach Einsatzgebiet ebenso Vor- und Nachteile. Im Jahr 2008 sagte Eva Chen, CEO von Trend Micro, dass die Hersteller von Antivirenprogrammen die Wirksamkeit ihrer Produkte seit 20 Jahren übertrieben und ihre Kunden damit angelogen hätten. Sinngemäß: Kein Antivirusprogramm könne alle Viren blockieren, dafür gäbe es zu viele.
Eine Sicherheitsstudie ergab 2014, dass nahezu alle untersuchten Antivirenprogramme verschiedenste Fehler aufweisen und damit teilweise die Systeme, auf denen sie installiert sind, angreifbar machen.
Das BSI fasst die grundlegende Problematik des Einsatzes von Virenscannern wie folgt zusammen:
„Antivirensoftware, einschließlich der damit verbundenen echtzeitfähigen Clouddienste, verfügt über weitreichende Systemberechtigungen und muss systembedingt (zumindest für Aktualisierungen) eine dauerhafte, verschlüsselte und nicht prüfbare Verbindung zu Servern des Herstellers unterhalten. Daher ist Vertrauen in die Zuverlässigkeit und den Eigenschutz eines Herstellers sowie seiner authentischen Handlungsfähigkeit entscheidend für den sicheren Einsatz solcher Systeme. Wenn Zweifel an der Zuverlässigkeit des Herstellers bestehen, birgt Virenschutzsoftware ein besonderes Risiko für eine zu schützende IT-Infrastruktur.“

### Unzureichende Prüfung von digitalen Signaturen
Signaturen sollen sicherstellen, dass Dateien (z. B. von einer Software) tatsächlich vom erwartenden Urheber (Hersteller/Entwickler) stammen und nicht unbemerkt von Dritten manipuliert wurden. Hierfür besitzt der erwartende Urheber ein Zertifikat, womit er die Signatur in seinem Namen durchführen lassen kann. Die Gegenstelle (z. B. das System eines Nutzers) prüft, ob eine Signatur vorhanden und gültig ist. Signierte Software wird beispielsweise vom Betriebssystem Microsoft Windows als vertrauenswürdig erachtet und kann dadurch eine Reihe an Sicherheitsmaßnahmen umgehen. Auch Antivirensoftware verhält sich ähnlich.
2017 zeigte eine Untersuchung jedoch noch weitaus schwerwiegendere Mängel in Antivirenscannern: Sicherheitsforscher signierten bekannte Schadprogramme (die folglich von den Virenscannern erkannt wurden) mit einem ungültigen Zertifikat. Sämtliche Antivirenprogramme erkannten mindestens eine der zehn Schadprogramme nicht und vertrauten der abgelaufenen Signatur. Die schlechtesten Produkte erkannten bis zu 8 von 10 ungültig signierten Schadprogramme nicht. Viele Computer ließen sich über diesen Weg trotz des vorhandenen Antivirenprogramms relativ einfach infizieren.
Darüber hinaus existieren tiefer gehende Probleme mit digitalen Signaturen, die durch das pauschale Vertrauen von Virenscannern und Betriebssystemen zu Sicherheitsproblemen führen. So stellten die Forscher fest, dass 75 von 189 analysierten Malware-Proben mit einer gültigen Signatur versehen waren, die zuvor jedoch bereits für legitime Programme genutzt wurde. In diesen Fällen hat der rechtmäßige Inhaber des Zertifikats dieses aber nicht ausreichend geschützt, sodass dieses zur Signierung von Schadsoftware in seinem Namen missbraucht werden konnte.

## Überprüfen der Konfiguration des Virenscanners
Die Funktion des Virenscanners kann nach der Installation und nach größeren Systemupdates überprüft werden. Damit kein „echter“ Virus zum Test der Virenscanner-Konfiguration verwendet werden muss, hat das European Institute of Computer Antivirus Research in Verbindung mit den Virenscanner-Herstellern die sogenannte EICAR-Testdatei entwickelt. Sie ist kein Virus, wird aber von jedem namhaften Virenscanner als Virus erkannt. Mit dieser Datei kann getestet werden, ob das Antivirenprogramm korrekt eingerichtet ist und ob alle Arbeitsschritte des Virenscanners fehlerfrei arbeiten.

## Antivirensoftware
Antivirensoftware gibt es kostenlos oder als kostenpflichtige Angebote. Häufig bieten kommerzielle Hersteller auch kostenlose Versionen mit abgespecktem Funktionsumfang an. Die Stiftung Warentest kam im Frühjahr 2017 zum Ergebnis, dass guter Schutz auch ohne Kosten zur Verfügung steht. Die folgende Tabelle gibt nur einen kleinen Überblick über einige relevante Hersteller, Produkte und Marken.
| Hersteller           | Relevante Produkte / Marken   | Angebote für die folgenden Plattformen | Lizenz     | deutschsprachig | darunter kostenlose Angebote |
| -------------------- | ----------------------------- | -------------------------------------- | ---------- | --------------- | ---------------------------- |
| / Avira              | Avira Antivirus               | Windows, macOS, Android, iOS           | Proprietär | ja              | ja                           |
| / Avast              | Avast Antivirus               | Windows, macOS, Android, iOS           | Proprietär | ja              | ja                           |
| / Avast              | AVG Antivirus                 | Windows, macOS, Android                | Proprietär | ja              | ja                           |
| Bitdefender          | Bitdefender Antivirus         | Windows, macOS, Android                | Proprietär | ja              | ja                           |
| Cisco                | ClamAV                        | Windows, Unixähnliche (darunter Linux) | GPL        | nein            | ja                           |
| Emsisoft             | Emsisoft Anti-Malware         | Windows, Android                       | Proprietär | ja              | nein                         |
| ESET                 | ESET NOD32 Antivirus          | Windows, macOS, Linux, Android         | Proprietär | ja              | nein                         |
| F-Secure Corporation | F-Secure Anti-Virus           | Windows, macOS, Android                | Proprietär | ja              | nein                         |
| / Gen Digital        | Norton Internet Security      | Windows, macOS, Android, iOS           | Proprietär | ja              | nein                         |
| G Data CyberDefense  | G Data Antivirus              | Windows, macOS, Android, iOS           | Proprietär | ja              | nein                         |
| Kaspersky Lab        | Kaspersky Anti-Virus          | Windows, macOS, Android, iOS           | Proprietär | ja              | ja                           |
| Malwarebytes Inc.    | Malwarebytes                  | Windows, macOS, Android                | Proprietär | ja              | ja                           |
| McAfee               | McAfee VirusScan              | Windows, macOS, Android, iOS           | Proprietär | ja              | nein                         |
| Microsoft            | Microsoft Defender            | Windows                                | Proprietär | ja              | ja                           |
| Trend Micro          | Trend Micro Internet Security | Windows                                | Proprietär | ja              | nein                         |